# 勸學所
勸學所始設於清光緒32年（1906年），為各廳州縣全境學務之總匯。以本地方官為監督；設總董一人，綜核各學區之事務；勸學員每學區一人。其性質為輔佐行政機關之地方自治機關。民國初年被廢除，1915年復設，惟章程有修改。1922年改為教育局。
清末改行新式教育，先在各府、廳、州、縣都設立勸學所，從縣級開始，建立新的教育行政機構。1905年，直隸率先首創此新機構，後逐步推廣至全國，民國以後，學所制度幾經變更，最後改為教育局。
勸學所主要功能是籌募教育經費，採取「就地籌款」原則，用不同方式，籌措教育經費，但主要經費來自社會捐助與教育稅捐。勸學所也主動勸辦各種新式小學堂，並發展社會教育；也公布各種招生訊息，並可以管理各級學校。勸學首先要整頓並輔導民間私塾。調查、勸導各私塾增設新式課程、採用新式教學方法和管理方式，使之逐漸轉型為新式小學。